# 스즈미야 하루히의 격동
《스즈미야 하루히의 격동》(涼宮ハルヒの激動 스즈미야 하루히노 게키도[*])은 《스즈미야 하루히 시리즈》를 소재로 한 액션 안무 게임이다. 가도카와 쇼텐을 통해 2009년 1월 22일 발매되었다. 가도카와 쇼텐의 첫 Wii용 소프트다.

## 개요
《스즈미야 하루히의 약속》(PSP), 《스즈미야 하루히의 당황》(PS2)을 이은 하루히 게임 작품이며, 첫 닌텐도용 소프트다.
한정판에는 '스즈미야 하루히 제복 ver' 피규어와 '히라노 아야 Premium 무비 디스크 from 스즈미야 하루히의 격동' 이 포함되어 있다. 또한 2008년 11월 이후에 가도카와 쇼텐에서 발매되는 잡지 (더 스니커, 콤프틱, 월간 소년 에이스, 월간 뉴타입)에 피규어와 파츠 교환이 가능한 '스즈미야 하루히의 흉상'이 부록으로 포함되어 있다.

## 게임 내용
Wii 리모콘을 손에 쥔 채로 지정된 안무를 재현해 나가는 게임이다.
애니메이션판의 엔딩이기도 한 '하레하레 유카이'를 시작으로, 여러 가지 음악을 플레이할 수 있다.

## 스토리 모드
메인 모드로, 일정한 스코어를 획득하면 다음 스토리로 넘어 간다.

## 프리 모드
좋아하는 곡, 좋아하는 스테이지, 좋아하는 코스튬으로 플레이 가능한 모드.

## 미니 게임
미쿠루 리모콘
Wii 리모콘의 스피커에서 미쿠루의 목소리가 흘러 나온다. 환경 설정에서 버튼마다 목소리를 지정하면, 스토리 모드, 프리 모드 중에서도 재생이 가능. '미쿠루 빔!'에서부터 '금지사항입니다' 등의 종류는 여러 가지.
나가토 뷰어
애니메이션판 14화 (TV 방영 9화) 'Someday in the Rain'의 1씬처럼 독서하는 나가토를 관찰만 하는 모드.
스즈미야 하루히의 선택
마녀 복장으로 분장한 하루히가 하루 1회 한정으로 럭키 컬러, 럭키 넘버, 럭키 방위를 알려주는 모드.
세 히로인과 저쪽 봐라 호이
SOS단의 세 히로인과 저쪽 봐라 호이(あっち向いてホイ)로 대결하는 모드.
세 히로인과 홈런 대결
세 히로인이 던진 볼을 되받아 치는 야구 게임.

## 등장인물
- 현 시점에서 등장이 확인된 인물

스즈미야 하루히 (涼宮ハルヒ)
성우 : 히라노 아야
나가토 유키 (長門有希)
성우 : 치하라 미노리
아사히나 미쿠루 (朝比奈みくる)
성우 : 고토 유코
쿈 (キョン)
성우 : 스기타 토모카즈
코이즈미 이츠키 (古泉一樹)
성우 : 오노 다이스케
츠루야씨 (鶴屋さん)
성우 : 마츠오카 유키

## 삽입곡
현 시점에서 수록이 확인된 곡
- 모험이지, 그렇지?(冒険でしょでしょ?)

- 맑음맑음 유쾌(ハレ晴レユカイ)

- 최강 퍼레퍼레이드(最強パレパレード)

- 눈, 무음, 창가에서(雪、無音、窓辺にて。)

- 사랑의 미쿠루 전설(恋のミクル伝説)

- 공전 미만은 보여주지마 (空前未満は見せないで)

- Greed's accident

- 미라클 앵콜 (みらくるアンコール)

- BE BE BEAT!!